# Arquivo Histórico Nacional de Angola
O Arquivo Histórico Nacional de Angola é o órgão do Ministério da Cultura Angolano que tem como  função principal coordenar a  política  arquivística nacional, competindo-lhe avaliar, recolher, classificar, conservar e  divulgar os documentos  de valor arquivístico  e  histórico, formular as  directrizes  gerais  e  supervisionar metodologicamente  o funcionamento do Sistema Nacional de Arquivos. 
De acordo com o Estatuto Orgânico do Ministério da Cultura, oficializado pelo decreto-lei n.º 7, de 6 de Junho de 2003, a instituição tem personalidade jurídica, goza de autonomia administrativa, financeira e patrimonial e rege-se por diploma próprio e é dirigido por um diretor geral coadjuvado por diretores gerais adjuntos. 